# العلاقات الغينية الفيجية
العلاقات الغينية الفيجية هي العلاقات الثنائية التي تجمع بين غينيا وفيجي.

## مقارنة بين البلدين
هذه مقارنة عامة ومرجعية للدولتين:
| وجه المقارنة                                              | غينيا       | فيجي                                                                 |
| --------------------------------------------------------- | ----------- | -------------------------------------------------------------------- |
| المساحة (كم2)                                             | 245.86 ألف  | 18.27 ألف                                                            |
| عدد السكان (نسمة)                                         | 12.72 مليون | 915.30 ألف                                                           |
| الكثافة السكانية (ن./كم²)                                 | 51.74       | 50.1                                                                 |
| العاصمة                                                   | كوناكري     | سوفا                                                                 |
| اللغة الرسمية                                             | لغة فرنسية  | لغة إنجليزية، اللغة الفيجية، اللغة الفيجي الهندية، اللغة الهندستانية |
| العملة                                                    | فرنك غيني   | دولار فيجي                                                           |
| الناتج المحلي الإجمالي (بليون دولار)                      | 10.50 مليار | 5.06 مليار                                                           |
| الناتج المحلي الإجمالي (تعادل القوة الشرائية) بليون دولار | 15.24 مليار | 8.32 مليار                                                           |
| الناتج المحلي الإجمالي الاسمي للفرد دولار أمريكي          | 531         | 4.96 ألف                                                             |
| الناتج المحلي الإجمالي للفرد دولار أمريكي                 | 1.22 ألف    | 8.79 ألف                                                             |
| مؤشر التنمية البشرية                                      | 0.411       | 0.727                                                                |
| رمز المكالمات الدولي                                      | +224        | +679                                                                 |
| رمز الإنترنت                                              | .gn         | .fj                                                                  |
| المنطقة الزمنية                                           | 00          | ت ع م+12:00                                                          |

## منظمات دولية مشتركة
يشترك البلدان في عضوية مجموعة من المنظمات الدولية، منها:
| علم المنظمة | اسم المنظمة                                 | تاريخ انضمام غينيا | تاريخ انضمام فيجي |
| ----------- | ------------------------------------------- | ------------------ | ----------------- |
|             | الاتحاد البريدي العالمي                     | ?                  | ?                 |
|             | يونسكو                                      | 2 فبراير 1960      | 14 يوليو 1983     |
|             | البنك الدولي للإنشاء والتعمير               | 28 سبتمبر 1963     | 28 مايو 1971      |
|             | منظمة التجارة العالمية                      | 25 أكتوبر 1995     | ?                 |
|             | وكالة ضمان الاستثمار متعدد الأطراف          | 5 أكتوبر 1995      | 24 سبتمبر 1990    |
|             | منظمة الشرطة الجنائية الدولية               | ?                  | ?                 |
|             | مؤسسة التمويل الدولية                       | 22 أكتوبر 1982     | 12 يوليو 1979     |
|             | الأمم المتحدة                               | 12 ديسمبر 1958     | 13 أكتوبر 1970    |
|             | مجموعة دول أفريقيا والكاريبي والمحيط الهادئ | ?                  | ?                 |
|             | مؤسسة التنمية الدولية                       | 26 سبتمبر 1969     | 29 سبتمبر 1972    |
|             | منظمة حظر الأسلحة الكيميائية                | ?                  | ?                 |
|             | المركز الدولي لتسوية المنازعات الاستشارية   | 4 ديسمبر 1968      | 10 سبتمبر 1977    |

## وصلات خارجية
- موقع وزارة الخارجية الفيجية